# 松尾幸実
松尾 幸実（まつお ゆきみ、1987年10月20日 - ）は、日本のファッションモデル・タレント・女優である。2013年度ミス・ユニバース日本代表。

## 略歴
元々モデルであった母親の影響で、モデルの仕事を始め、それと並行して漫画家としても活動しており、地方の雑誌で4コマ漫画などを描いていた。元モデルス所属。2012年夏、インターネット上で連載が決まりかけていたところ、ミス・ユニバース・ジャパンの通過通知が届き、年齢的にも最後のチャンスと考えてチャレンジ。三重代表として2013ミス・ユニバース・ジャパンに出場し優勝、ミス・ユニバース日本代表に選ばれ、ロシアのモスクワ州クラスノゴルスクで行われたミス・ユニバース2013世界大会に出場したが入賞を果たせなかった。
2016年、『女優宣言お披露目記者発表会』にて女優へ転身することを発表 。同年7月、テレビドラマ『グ・ラ・メ!〜総理の料理番〜』で女優デビューを果たす。
オスカープロモーション退所後、宅建士の資格を取得した。

## 出演

### CM
- ドクター・ショール「ハードスキンリムーバー」（2013年4月29日 - ）
- トマト銀行（2013年）

### テレビドラマ
- グ・ラ・メ!〜総理の料理番〜（2016年7月22日 - 9月9日、テレビ朝日） - 桜井あすか 役[5]

### バラエティー
- 今夜くらべてみました（2020年6月17日、2021年4月28日、日本テレビ）

### 雑誌
- FRIDAY（2013年3月、講談社）
- 女性自身（2013年3月、光文社）
- FLASH（2013年3月、光文社）
- 週刊ポスト（2013年3月、小学館）
- FYTTE（2013年4月、学研パブリッシング）
- De☆View（2013年5月、オリコン・エンタテインメント）
- 日経ヘルス（2013年5月、日経BP社）
- with（2013年5月、講談社）
- 美的（2013年6月、小学館）
- 美人百花（2013年6月、角川春樹事務所）
- 週刊ビッグコミックスピリッツ（2013年6月、小学館） - 表紙

### 新聞
- 日刊スポーツ（2013年4月10日） - 連載コーナー「気になリスト」に掲載

### WEB
- My VAIO（2013年4月11日 - 、SONY）
- #エンダン（2013年5月3日、NOTTV）

### イベント
- 海外ドラマ「ゴシップガール シーズン5」ジャパンプレミア（2013年4月10日）
- ミラノマンガフェスティバル（2013年5月2日 - 7月21日） - イメージガールおよび公式ウェブサイトのキャラクターデザインを担当
- ハウジングステージ住宅展示場 トークショー（2013年4月29 - 5月3日）